# Rúben Mariano da Rocha
Rúben Mariano da Rocha (? — ?) foi um juiz de direito e político brasileiro.

## Biografia
Foi intendente de São Lourenço do Sul de 15 de novembro de 1920 até 15 de novembro de 1924, após ter sido intendente, seguiu para São Luiz Gonzaga (que na época se chamava São Luiz das Missões), onde exerceu o cargo de juiz de direito da Comarca de São Luiz das Missões.Também foi juiz substituto federal da Seção de São Paulo e em 1939 escreveu o livro Pratica do Registro Torrens.

## Intendente de São Lourenço do Sul
Foi intendente de São Lourenço do Sul, na sua gestão foi assinado um contrato com a Companhia Riograndense de Telefones, estendendo linhas telefônicas para a Boa Vista (6º Distrito) e outros distritos de São Lourenço do Sul.